# 815
815 (DCCCLIV) var ett normalår som började en måndag i den julianska kalendern.

## Händelser

### Okänt datum
- Egbert av Wessex skövlar västwalesernas territorier (Cornwall).

## Födda
- Photios, bysantinsk filosof.
- Theodora, bysantinsk kejsarinna.

## Avlidna
- Abu Nuwas, arabisk poet.